# Paolo Bettini

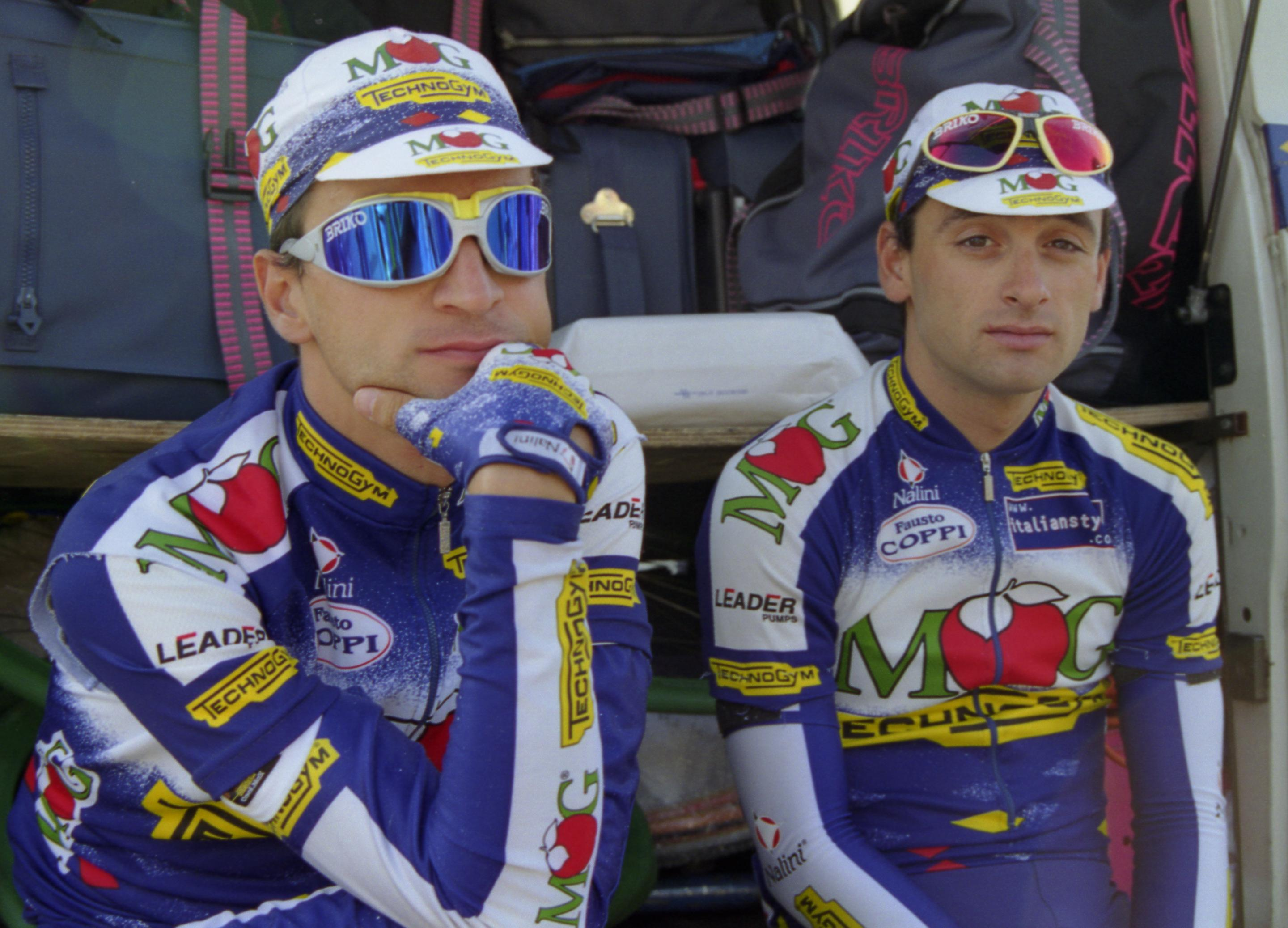
Paolo Bettini, till höger, och Michele Bartoli under 1997 års Paris–Tours.

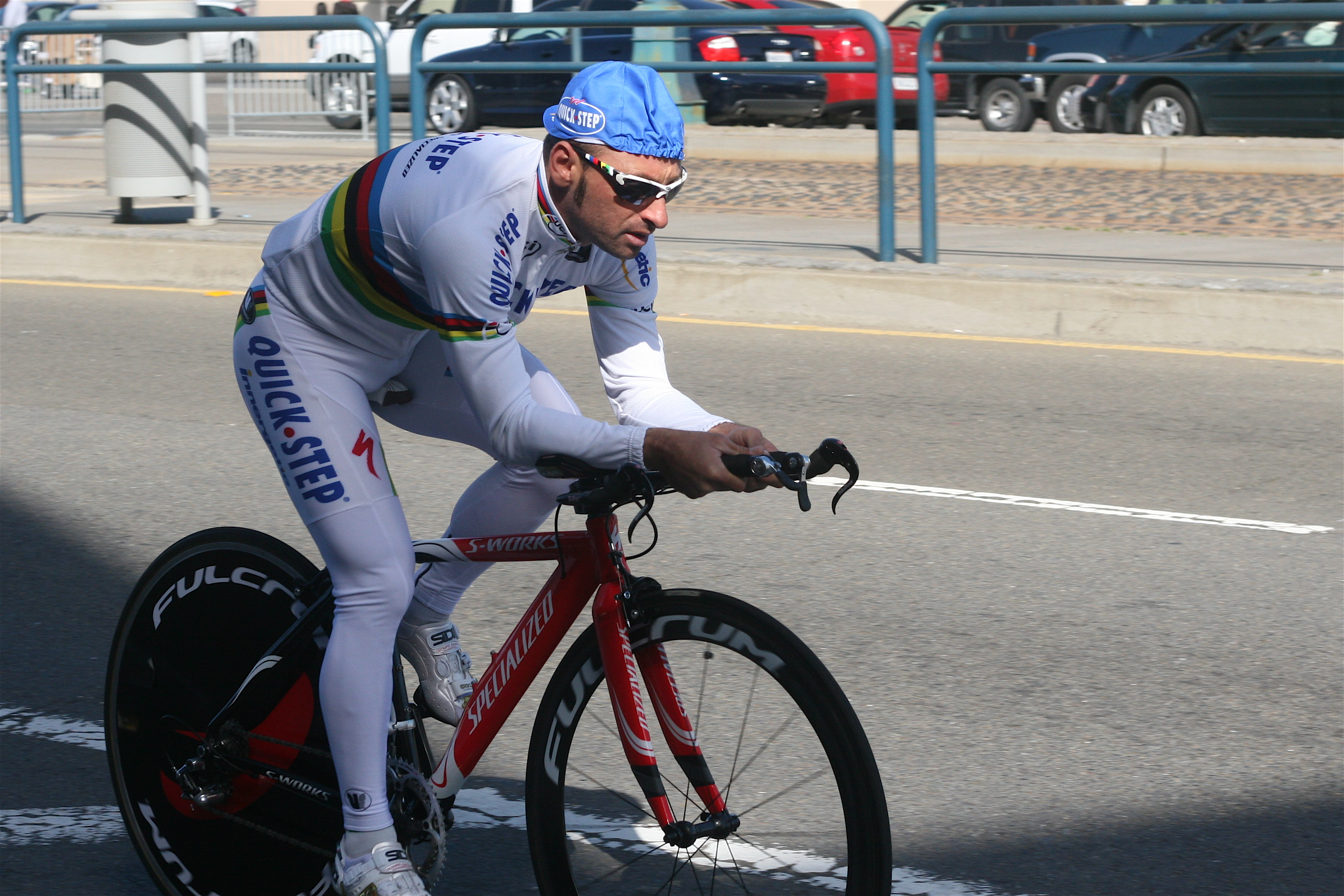
Paolo Bettini i världsmästartröjan under Tour of California 2007.

Paolo Bettini, född 1 april 1974 i Cecina, Toscana, är en italiensk före detta professionell tävlingscyklist.
Bettini brukar kallas Il Grillo, "Syrsan", för sin energiska och aldrig sinande attackvilja. Under sin karriär vann han Milano–San Remo, Liège-Bastogne-Liège, Lombardiet runt, Clásica de San Sebastián, HEW Cyclassics, tre totalsegrar i världscupen, två italienska mästerskap, en olympisk titel och två världsmästerskap.
Bettini har även vunnit etapper på Tour de France, Giro d'Italia och Vuelta a España. 

## Barndom
Paolo Bettini växte upp vid den toskanska kusten. Han började tävla i cykeltävlingar när han var sju år och vann 23 av sina första 24 tävlingar. Det var hans bror, Sauro, som fick honom att börja tävla.
Bettini slutade på fjärde plats i U23-världsmästerskapen 1996 bakom italienarna Giuliano Figueras, Roberto Sgambelluri och Luca Sironi.

## Karriär

### Tidiga åren
Paolo Bettini blev professionell med stallet MG-Technogym 1997 och var där hjälpryttare åt klassikerspecialisten Michele Bartoli, som han även följde med till Asics och Mapei. Men Bartolis skador och Bettinis segrar gav honom möjligheten att tävla mer för sig själv, och inte behöva hjälpa de andra cyklisterna. Bartoli hjälpte också Bettini med tips och råd, samtidigt som Bettini hjälpte Bartoli att vinna världscupen under åren 1997 och 1998. Bettini vann Liège-Bastogne-Liège 2000 och en etapp på Tour de France 2000 mellan Agen och Dax. Bettini vann Züri Metzgete första gången 2001 där han slog Jan Ullrich i en spurt. Michele Bartoli och Paolo Bettini, som tidigare hade varit vänner, fick problem med varandra under världsmästerskapen 2001 i Lissabon, Portugal, då Bartoli vägrade att leda Bettini i spurten. Istället vann spanjoren Oscar Freire tävlingen.

### 2002
När Bartoli och Johan Museeuw lämnade Mapei inför 2002 blev Bettini kapten för stallet och han fick en friare roll. I världscupen blev Bettini avhängd på den sista kilometern på Milano–San Remo och slutade på 50:e plats. Han vann Liège-Bastogne-Liège framför landsmannen Stefano Garzelli. Han gjorde också bra ifrån sig på Paris-Roubaix och HEW Cyclassics. Genom ett taktiskt lopp lyckades Bettini vinna världscupen efter Lombardiet runt.
Under året hjälpte Bettini den italienska spurtaren Mario Cipollini att vinna världsmästerskapen i Zolder, Belgien.

### 2003
Paolo Bettini började cykla för det belgiska stallet Quick Step-Innergetic inför säsongen 2003 och han stannade med dem tills han avslutade sin karriär.
Bettini attackerade två gånger i de sista backarna på Milano–San Remo men var han tvungen att hjälpa Luca Paolini, som attackerade i slutet av tävlingen. Trots det vann Paolo Bettini tävlingen.
Bettini missade flera tävlingar efter att han skadade sig under Gent-Wevelgem och han tävlade ingenting förrän Tour de France i juli. Han vann senare HEW Cyclassics framför Tour de France-tvåan Jan Ullrich. Bettini vann också Clásica de San Sebastián.
Bettini var favorit till att vinna världsmästerskapen i Hamilton, Kanada, men misslyckades på grund av ett misstag i slutet att vinna. Han var i den ledande utbrytningsgruppen med tillät spanjoren Igor Astarloa gå iväg själv och Astarloa vann tävlingen. Astarloa sade efter tävlingen att han hade blivit erbjuden pengar av Bettini om han hjälpte italienaren, vilket Astarloa inte ville göra. Paolo Bettini blev upprörd och en strid påbörjades mellan cyklisterna. Efter ett tag förklarade Astarloa att han hade missförstått vad Bettini sagt på italienska.

### 2004
Bettini slutade tvåa på HEW Cyclassics och Clásica de San Sebastián, två tävlingar som han tidigare hade vunnit. Men de poäng som han hade i världscupen när säsongen var slut ledde ändå till att italienaren vann världscupen för en tredje gång framför Davide Rebellin, en cyklist som under året hade vunnit La Flèche Wallonne (ingen världscuptävling), Liège-Bastogne-Liège och Amstel Gold Race. 
En av Bettinis största triumfer kom när han vann linjeloppet under OS 2004 i Aten i en spurt mot portugisen Sergio Paulinho. Han missade chansen att vinna världsmästerskapen med anledning av att han skadade sitt knä, genom att slå det i lagbilen, i början av tävlingen.

### 2005
Bettini hade en skadefylld säsong 2005 och han kunde inte delta i vårklassikerna. Hans första segrar under året var två etappsegrar på Giro d'Italia, där han också bar den rosa ledartröjan under några dagar. Efter det var det resultatlöst igen innan han slog Alessandro Petacchi i en spurt på Vuelta a España. På världsmästerskapen var Bettini med i en utbrytning men lyckades inte ta någon medalj. En vecka senare vann han Züri Metzgete och ytterligare två veckor senare tog han segern i Lombardiet runt.

### 2006
Bettini startade säsongen 2006 på Trofeo Soller, som är en del av Challenge Mallorca, och vann tävlingen. Han vann också Gran Premio di Lugano, två etapper på Tirreno–Adriatico och slutade på 15:e plats i Giro d'Italia, där han vann poängtävlingen. Under året vann han också en etapp på Vuelta a España.
Under säsongen 2006 blev han även världsmästare i Salzburg och blev då tredje cyklist genom tiderna som varit olympisk mästare, världsmästare och nationsmästare samtidigt. 
Bettini tog sin mest emotionella seger i Lombardiet runt 2006 bara veckor efter det att hans bror Sauro omkommit i en bilolycka. Bettini rullade över mållinjen i tårar med händerna pekande mot himmelen. Dödsfallet ledde till att Bettini började fundera på om han verkligen ville fortsätta cykla. Men han ville vinna och fortsatte därför sin karriär.

### 2007
Bettini cyklade Tour of California 2007 och vann etapp 4 i en spurt. Italienaren vann senare under säsongen etapp 3 på Vuelta a España och slutade tvåa på tre andra etapper.
I slutet av september 2007 tog han sin andra raka seger i världsmästerskapen i Stuttgart.

### 2008
Bettini kraschade på Kuurne-Bryssel-Kuurne 2008 och senare under säsongen bröt han ett revben i en krasch på Baskien runt.
Bettini vann etapp 6 och 11 under 2008 års Vuelta a España. Tidigare under säsongen vann han också Trofeo Matteoti och etapper på Österrike runt och Tour de Wallonie. Dagen innan världsmästerskapen i Varese 2008 berättade italienaren att han tänkte avsluta sin karriär efter loppet. Tidigare samma år bestämde sig Quick Step-Innergetic att inte fortsätta anställa italienaren då han var för dyr. I stället skulle han bli tvungen att hitta ett nytt stall. Bettini hade funderingar på att fortsätta ytterligare ett år, men inga stall ville ställa upp på hans villkor.

## Främsta meriter
- 2008
  - 2 etappsegrar i Vuelta a España
  - 1 etappseger i Österrike runt
  - 1 etappseger i Tour de Wallonie
- 2007
  - 1 etappseger i Tour of California
  - 1 etappseger i Vuelta a España
  -  Världsmästerskapens linjelopp
- 2006
  - 1 etappseger i Giro d'Italia
  - 2 etappsegrar i Tirreno–Adriatico
  -  Nationsmästerskapens linjelopp
  -  Världsmästerskapens linjelopp
  - Lombardiet runt
- 2005
  - 1 etappseger i Giro d'Italia
  - 1 etappseger i Vuelta a España
  - Zürichs mästerskap
  - Lombardiet runt
- 2004
  -  UCI World Cup
  -  Olympiska spelens linjelopp
  - 2 etappsegrar och totalseger i Tirreno–Adriatico
  - 1 etappseger i Schweiz runt
- 2003
  -  UCI World Cup
  - Milano–San Remo
  - HEW Cyclassics
  - Clásica de San Sebastián
  -  Nationsmästerskapens linjelopp
- 2002
  -  UCI World Cup
  - 1 etappseger i Tirreno–Adriatico
  - Liège-Bastogne-Liège
- 2001
  - Züri Metzgete
  - Coppa Placci
- 2000
  - Liège-Bastogne-Liège
  - 1 etappseger i Tour de France
- 1999
  - 1 etappseger i Tirreno–Adriatico
- 1998
  - 1 etappseger i Romandiet runt

## Stall
- MG-Technogym 1997
- Asics 1998
- Mapei 1999–2002
- Quick Step-Innergetic 2003–2008